# Jakob Riesser

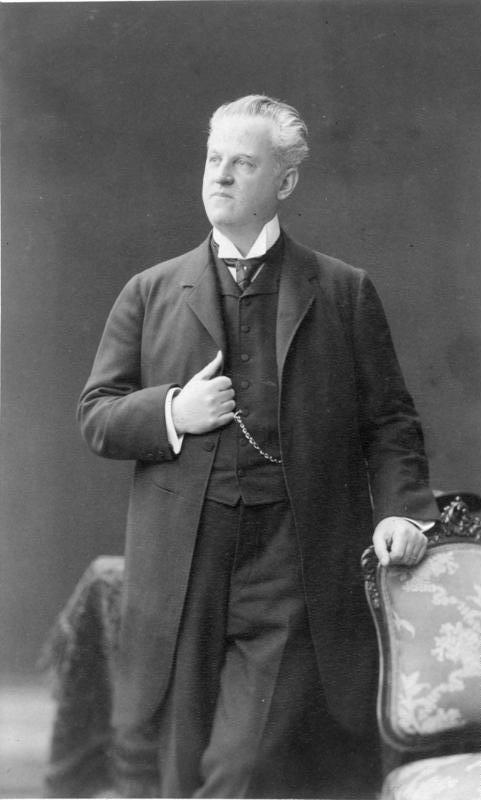
Jakob Riesser, 1906

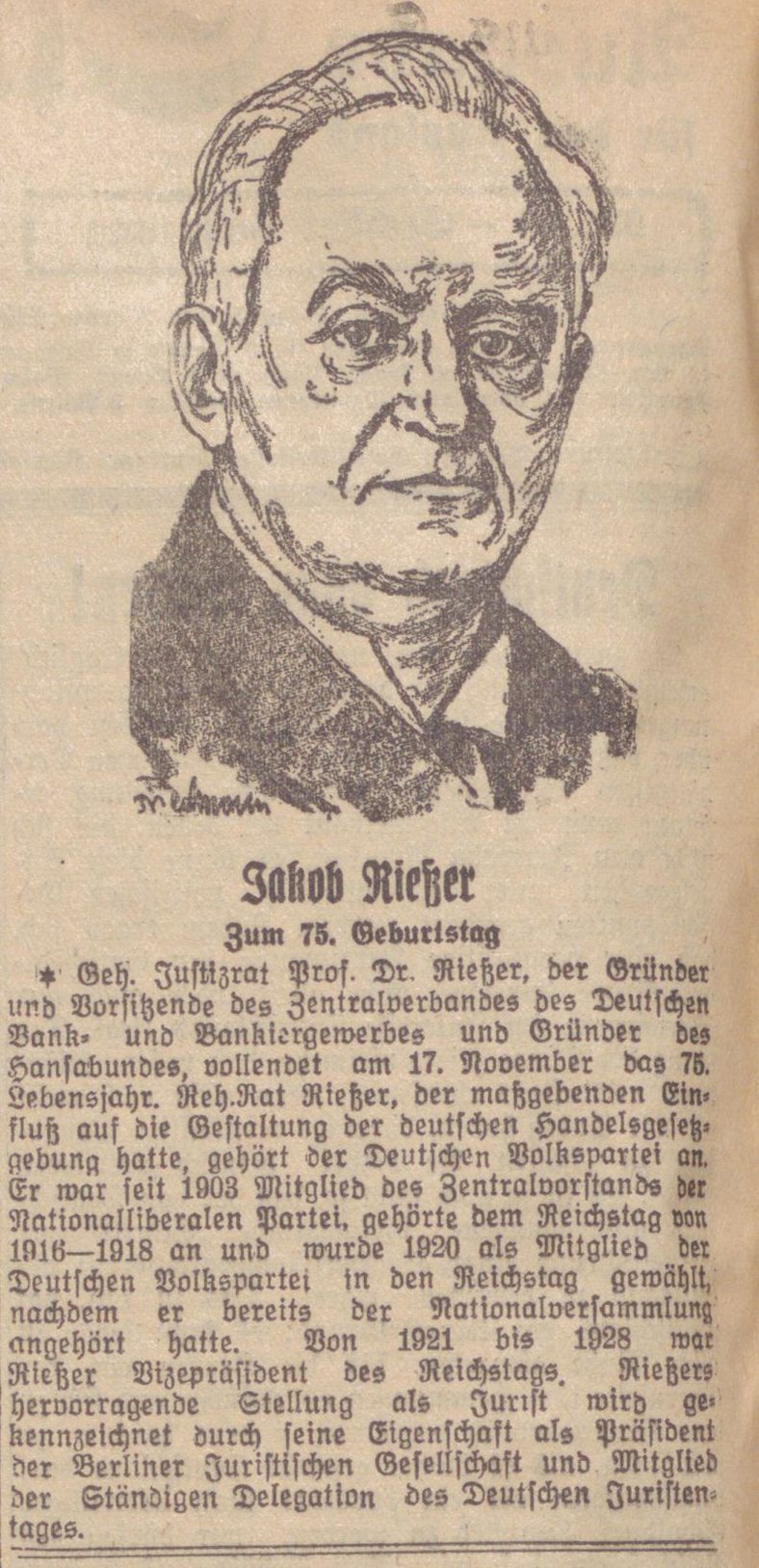
Jakob Riesser - Würdigung zum 75. Geburtstag

Jakob (Jacob) Riesser (* 17. November 1853 in Frankfurt-Sachsenhausen; † 6. Mai 1932 in Berlin) war ein deutscher Jurist und Politiker (DVP).

## Leben
Riesser, Sohn von Raphael Riesser, war jüdischer Abstammung und besuchte das Städtische Gymnasium in Frankfurt. Nach dem Abitur studierte er Rechtswissenschaften an den Universitäten Heidelberg, Leipzig und Göttingen, wo er 1875 zum Dr. jur. promoviert wurde. Im selben Jahr legte er die erste juristische Staatsprüfung am Oberlandesgericht Celle ab. 1879 folgte das zweite Staatsexamen in Berlin. 1880 ließ er sich als Rechtsanwalt in Frankfurt am Main nieder. 1888 wurde er Direktor der Darmstädter Bank für Handel und Industrie (Darmstädter Bank), die ihren Sitz in Berlin hatte. 1893 trat er der Berliner Gesellschaft der Freunde bei. Er war 1901 an der Gründung des Centralverbandes des deutschen Bank- und Bankiergewerbes beteiligt. 1905 wurde er zum Honorarprofessor für Handelsrecht an der Berliner Universität berufen.
1909 rief Riesser den Hansabund für Gewerbe, Handel und Industrie ins Leben, um wirtschaftliche Interessen des Bürgertums gegenüber den konservativen Agrariern zu verteidigen. Bis 1920 blieb er Vorsitzender des Bundes. Außerdem war er Mitbegründer des Beamtenversicherungsvereins des Deutschen Bank- und Bankiergewerbes. Er war Vizepräsident der Berliner Handelskammer und Vorsitzender des Ehrengerichts der Berliner Börse. Zudem gehörte er dem Mitteleuropäischen Wirtschaftsverein an und war Vizepräsident des Verbandes Berliner Kaufleute und Industrieller sowie der Berliner Juristischen Gesellschaft und des Deutschen Juristentages.
Riesser wurde am 10. März 1926 mit der Ehrendoktorwürde der Universität Frankfurt am Main ausgezeichnet. Riesser wurde auf dem Friedhof Wilmersdorf beigesetzt.

## Politik
Im Kaiserreich war Riesser Mitglied der Nationalliberalen Partei, deren Zentralvorstand er seit 1903 angehört hat. 1918 beteiligte er sich an der Gründung der DVP.

## Abgeordneter
Riesser gehörte dem Reichstag des Kaiserreiches von Juni 1916 bis 1918 an, nachdem er eine Nachwahl im Wahlkreis Heidelberg für sich entscheiden konnte. Er war 1919/20 Mitglied der Weimarer Nationalversammlung und gehörte anschließend bis 1928 dem Reichstag an. Vom 11. Mai 1921 bis 1928 war er Vizepräsident des Reichstages.

## Familie
Jakob Riesser war der Neffe von Gabriel Riesser, der Vizepräsident der Frankfurter Nationalversammlung war. Am 4. Juli 1880 heiratete er Emilie Edinger (1879–1945), die Tochter des Kaufmanns, Textilfabrikanten und hessischen Landtagsabgeordneten Marcus Edinger und der Julie, geborene Hochstaedter. Aus der Verbindung gingen drei Kinder hervor, Tochter Gabriele sowie die Söhne Hans Eduard Riesser, Diplomat, und Otto Riesser, Pharmakologe. Seine Ehefrau Emilie wurde am 5. April 1945 im Konzentrationslager Theresienstadt umgebracht.

## Veröffentlichungen (Auswahl)
- Zur Revision des Handelsgesetzbuches, 2 Bände, Verlag Enke, Stuttgart 1887 und 1889.
- Der Einfluss handelsrechtlicher Ideen auf den Entwurf eines bürgerlichen Gesetzbuchs für das Deutsche Reich, Verlag Enke, Stuttgart 1894.
- Zur Kritik der Gesetzentwürfe betreffend das Hypothekenbankwesen und die gemeinsamen Rechte der Besitzer von Schuldverschreibungen, Verlag Enke, Stuttgart 1898.
- Zur Entwicklungsgeschichte der deutschen Grossbanken mit besonderer Rücksicht auf die Konzentrationsbestrebungen, Verlag G. Fischer, Jena, 1906.
- Die deutschen Grossbanken und ihre Konzentration im Zusammenhang mit der Entwicklung der Gesamtwirtschaft in Deutschland, Jena 1912.
- Finanzielle Kriegsbereitschaft und Kriegführung, 2. Aufl. Gust. Fischer, Jena 1913.
- Die Banken-Konzentration in Deutschland, ihre Vorteile und Gefahren. In: Handbuch der Politik, Berlin und Leipzig 1914.
- England und Wir. Finanzielle und Wirtschaftliche Kriegswirkungen in England und Deutschland, Leipzig 1914 (Eine empörte Anklage gegen England).
- Das Bankdepotgesetz. Gesetz, betreffend die Pflichten der Kaufleute bei Aufbewahrung fremder Wertpapiere vom 5. Juli 1896, in der Fassung der VO über die Aufbewahrung fremder Wertpapiere vom 21.11.1923. Für die Praxis erläutert, Liebmann-Verlag, Berlin 1928.